# Kristoffer Tønnessen
Kristoffer Tønnessen (Grimstad, 1997. október 1. –) norvég korosztályos válogatott labdarúgó, a Lillestrøm hátvédje.

## Pályafutása

### Klubcsapatokban
Tønnessen a norvégiai Grimstad városában született. Az ifjúsági pályafutását az Imås csapatában kezdte, majd a Jerv akadémiájánál folytatta.
2016-ban mutatkozott be a Jerv másodosztályban szereplő felnőtt keretében. 2019-ben az Starthoz igazolt. 2023. március 8-án hároméves szerződést kötött az első osztályban érdekelt Lillestrøm együttesével. Először a 2023. április 15-ei, Viking ellen 2–0-ra elvesztett mérkőzés 72. percében, Martin Ove Roseth cseréjeként lépett pályára. Első gólját 2023. április 23-án, a Molde ellen hazai pályán 2–1-es győzelemmel zárult találkozón szerezte meg.

### A válogatottban
Tønnessen 2017-ben debütált a norvég U21-es válogatottban. Először a 2017. március 24-ei, Portugália ellen 3–1-re elvesztett barátságos mérkőzés félidejében, Andreas Hanche-Olsent váltva lépett pályára.

## Statisztikák
2023. április 26. szerint
| Klub       | Szezon   | Osztály     | Bajnokság | Bajnokság | Kupa  | Kupa | Nemzetközi | Nemzetközi | Összesen | Összesen |
| Klub       | Szezon   | Osztály     | Meccs     | Gól       | Meccs | Gól  | Meccs      | Gól        | Meccs    | Gól      |
| ---------- | -------- | ----------- | --------- | --------- | ----- | ---- | ---------- | ---------- | -------- | -------- |
| Jerv       | 2016     | OBOS-ligaen | 33        | 1         | 0     | 0    | —          | —          | 33       | 1        |
| Jerv       | 2017     | OBOS-ligaen | 29        | 0         | 1     | 0    | —          | —          | 30       | 0        |
| Jerv       | 2018     | OBOS-ligaen | 28        | 1         | 0     | 0    | —          | —          | 28       | 1        |
| Jerv       | 2019     | OBOS-ligaen | 20        | 0         | 0     | 0    | —          | —          | 20       | 0        |
| Jerv       | Összesen | Összesen    | 110       | 2         | 1     | 0    | 0          | 0          | 111      | 2        |
| Start      | 2019     | OBOS-ligaen | 4         | 0         | 0     | 0    | —          | —          | 4        | 0        |
| Start      | 2020     | Eliteserien | 29        | 1         | 0     | 0    | —          | —          | 29       | 1        |
| Start      | 2021     | OBOS-ligaen | 30        | 2         | 3     | 1    | —          | —          | 33       | 3        |
| Start      | 2022     | OBOS-ligaen | 31        | 4         | 2     | 1    | —          | —          | 33       | 5        |
| Start      | Összesen | Összesen    | 94        | 7         | 5     | 2    | 0          | 0          | 99       | 9        |
| Lillestrøm | 2023     | Eliteserien | 3         | 1         | 2     | 0    | —          | —          | 5        | 1        |
| Összesen   | Összesen | Összesen    | 207       | 10        | 8     | 2    | 0          | 0          | 215      | 12       |

## Sikerei, díjai
Start
- OBOS-ligaen
  - Feljutó (1): 2019

Lillestrøm
- Norvég Kupa
  - Döntős (1): 2022–23